# Clotrimazole
El clotrimazole (EFG, Canesten, Gine-Canesten, Canespie) és un medicament antifúngic. S'utilitza per tractar la infecció vaginal per fongs, el muguet, la dermatitis del bolquer, la tinya versicolor i diferents tipus de tinya inclòs el peu d'atleta i la tinya crural. És es pot prendre per via oral o aplicar com una crema a la pell o a la vagina.
Els efectes secundaris comuns quan es prenen per via oral inclouen nàusees i picor. Quan s'aplica a la pell, els efectes secundaris comuns inclouen enrogiment i una sensació de cremada. Es considera que el seu ús a la pell i vagina durant l'embaràs és segur. No hi ha proves de dany quan s'utilitza per via oral durant l'embaràs, però això s'ha estudiat menys. Per via oral s'ha de tenir en compte quan hi ha problemes hepàtics. És de la classe de medicaments azol i funciona alterant la membrana cel·lular fúngica.
El clotrimazole es va descobrir el 1969. Està a la Llista model de Medicaments essencials de l'Organització Mundial de la Salut. Està disponible com a medicament genèric.